# Cerodontha questa
Cerodontha questa är en tvåvingeart som beskrevs av Spencer 1981. Cerodontha questa ingår i släktet Cerodontha och familjen minerarflugor.
Artens utbredningsområde är Kalifornien. Inga underarter finns listade i Catalogue of Life.